# Konohana (Osaka)
Konohana (jap. 此花区 Konohana-ku) – jedna z 24 dzielnic Osaki, stolicy prefektury Osaka. Dzielnica została założona 1 kwietnia 1925 roku przez wydzielenie części dzielnic Nishi i Kita.
Położona jest w zachodniej części miasta. Graniczy z dzielnicami Fukushima, Nishi, Minato, Nishiyodogawa i Suminoe.
W dzielnicy znajduje się Universal Studios Japan.